# أواجق
أواجق (بالتركية: Ovacık) قرية تقع إدارياً ضمن تونجلي في تركيا. ويبلغ عدد سكانها 6,998 نسمة حسب تعداد 2018.